# Knapstad
Knapstad is een plaats in de Noorse gemeente Indre Østfold, fylke Østfold. Knapstad telt 1148 inwoners (2007) en heeft een oppervlakte van 0,93 km².